# 缙云西站
缙云西站是位于浙江丽水市缙云县七里乡的一个铁路车站，为金丽温高铁的新建车站之一，站房总建筑面积5000平米，设计最多集聚600人。布置2台夹5线，到发线4条（含正线2对），基本站台和中间站台各1座。
2015年5月9日，铁路缙云西站站前广场及道路工程国有土地上房屋征收工作开始全面进入房屋拆除阶段。共计国有土地上被征收户54户，被征收房屋建筑面积约2万平方米。
该站已于2015年12月26日投入运营。

## 车站结构

### 站场
缙云西站为二台四线车站、设有两座基本站台，共有两个站台编号，均为新金温铁路所用。
| 站台 | 侧式站台 | 侧式站台                                                                                       |
| 站台 | 2站台    | 新金温铁路往金华南方向（永康南站）                                                             |
| 站台 | 通过线   | 新金温铁路上行列车通过线                                                                       |
| 站台 | 通过线   | 新金温铁路下行列车通过线                                                                       |
| 站台 | 1站台    | 新金温铁路 往温州南方向（丽水站）                                                              |
| 站台 | 侧式站台 |                                                                                                |
| 站房 | 候车室   | 售票处、自动售票机、验票闸门、等候区 出入口、服务台、旅游服务柜台、接送区、商店 洗手间、育婴室 |
| 地面 | 联外区   | 出站口、接送区 停车场、公交、出租车排班区                                                      |

## 运营状况

### 旅客列车目的地

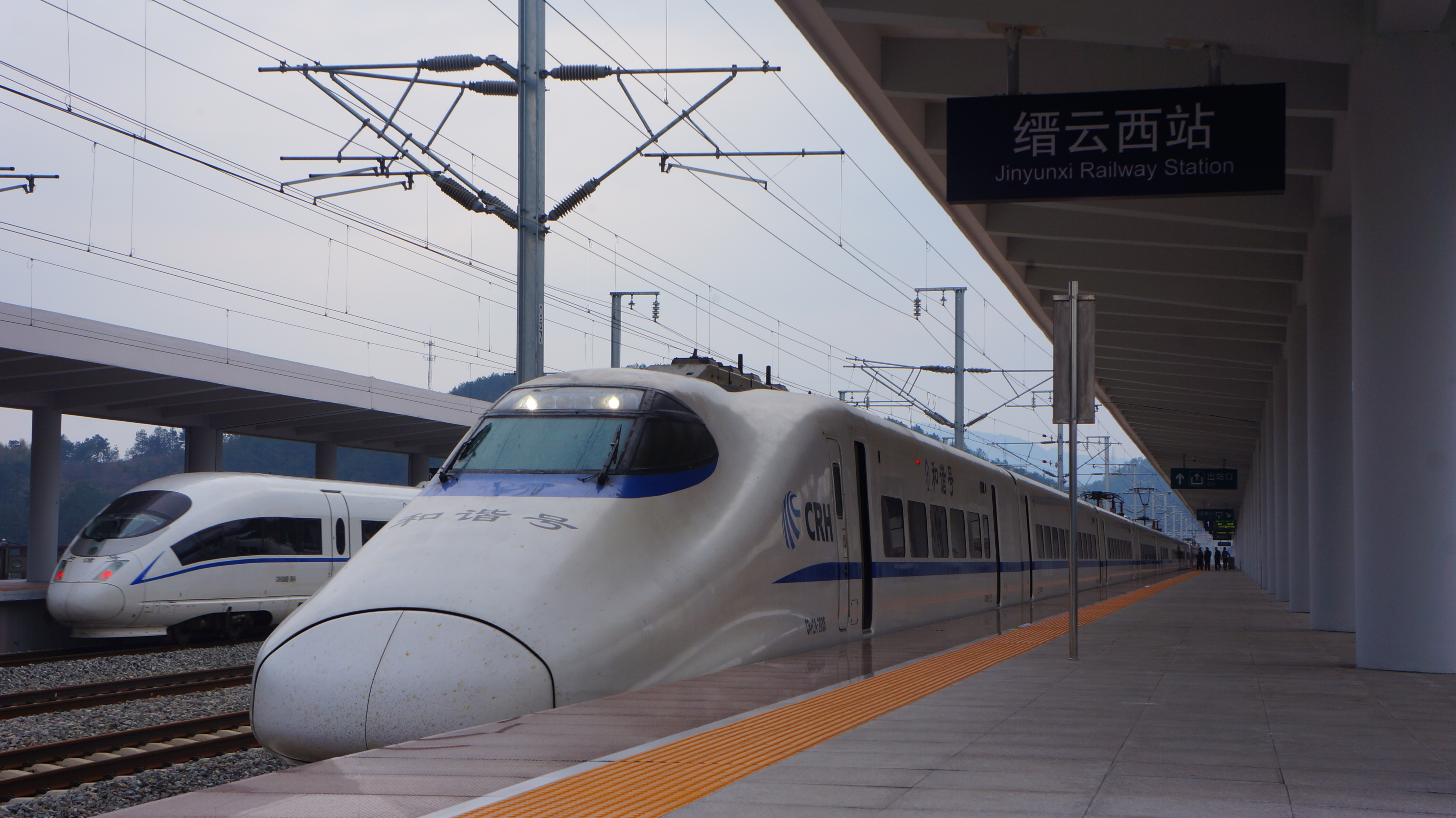
缙云西站内的一组CRH2A停靠

| 列车所属路局 | 目的地 |
| ------------ | --- |
| 上海铁路局   | 合肥南、南京南、上海虹橋、上海南、杭州东、温州南、苍南、北京南、武汉、南昌西、长沙南、贵阳北、济南西、徐州东、湖州 |
| 成都铁路局   | 成都东、重庆西、贵阳东、贵阳北、长沙南、南昌西、温州南、台州西、宁波                                               |
| 广州铁路集团 | 长沙南、南昌西、温州南、台州西                                                                                     |
| 南昌铁路局   | 南昌西、南昌、杭州东、温州南、宁波、福州南                                                                         |
| 南宁铁路局   | 南宁东、柳州、桂林、桂林北、长沙南、南昌西、金华、温州南、宁波、台州西                                             |
| 武汉铁路局   | 武汉、南昌西、金华、温州南                                                                                         |
| 郑州铁路局   | 郑州东、合肥南、芜湖、杭州东、金华南、温州南                                                                       |
| 沈阳铁路局   | 沈阳北、秦皇岛、唐山、天津西、济南西、徐州东、蚌埠南、南京南、苏州北、上海虹桥、嘉兴南、杭州东、金华南、温州南     |